# Rudenice (Aleksandrovac)
Pour les articles homonymes, voir Rudenice.
Rudenice (en serbe cyrillique : Руденице) est un village de Serbie situé dans la municipalité d'Aleksandrovac, district de Rasina. Au recensement de 2011, il comptait 150 habitants.

## Démographie
| 1948 | 1953 | 1961 | 1971 | 1981 | 1991 | 2002 | 2011 |
| ---- | ---- | ---- | ---- | ---- | ---- | ---- | ---- |
| 289  | 298  | 302  | 281  | 299  | 264  | 164  | 150  |

|  |